# UU Piscium
UU Piscium (UU Psc / 35 Piscium / HD 1061) és un sistema estel·lar de magnitud aparent +6,01 situat a la constel·lació dels Peixos. S'hi troba aproximadament a 261 anys llum del sistema solar.
L'estrella principal del sistema és una binària les components del qual, són dues estrelles blanc-grogues idèntiques de tipus espectral F0V. Tenen una temperatura efectiva estimada de 7.400 K i cadascuna d'elles és 6,4 vegades més lluminosa que el nostre Sol. Aquests paràmetres permeten estimar el seu radi -un 55% més gran que el radi solar- així com la seva massa, al voltant de 1,6 masses solars. La seva edat es xifra en uns 2.000 milions d'anys. Les dues estrelles són iguals a les components de Porrima (γ Virginis) però la separació entre elles és de només 0,0258 ua -1700 vegades menor que en Porrima-, equivalent a 3,5 vegades el radi de cadascuna de les estrelles. Igual que passa en el sistema Spica (α Virginis), la forta atracció gravitatòria entre ambdues distorsiona la seva forma -no són esfèriques-, pel que conforme s'orbiten ens presenten cares de mides diferents, constituint una variable el·lipsoidal rotatòria. El parell no arriba a ser una binària eclipsant, tot i el seu curt període orbital de 0,842 dies (20,2 hores).
Una tercera component de magnitud +7,51, visualment a 11 segons d'arc de la binària, completa el sistema estel·lar. És també una estrella de la seqüència principal, encara que de tipus F3V, la separació amb la binària és de almenys 660 ua. Empra més de 8.000 anys a completar una òrbita al voltant de la parella interior.